# Ronda Rousey
Ronda Jean Rousey (Riverside, Califòrnia, 1 de febrer de 1987) és una lluitadora americana d'arts marcials mixtes, actriu i judoka retirada. Rousey va ser la primera campiona de pes gall femení de UFC, així com l'excampiona de la mateixa categoria en l'ara difunta Strikeforce. Vencent a la majoria dels seus oponents per submissió (armbar o palanca de braç), Rousey es va convertir en la primera dona nord-americana a guanyar una medalla olímpica a judo (bronze), fita que va aconseguir en els Jocs Olímpics de Pequín 2008.
El 2013 Ronda va ser la lluitadora número 1 lliura per lliura d'arts marcials mixtes femenines en el món. En l'actualitat està classificada en la segona posició en la seva categoria de pes.

## Carrera en judo
Va participar en dos Jocs Olímpics d'Estiu als anys 2004 i 2008, obtenint una medalla de bronze en l'edició de Pequín 2008 en la categoria de -70 kg.26 En els Jocs Panamericanos de 2007 va aconseguir una medalla d'oro.
Va guanyar una medalla en el Campionat Mundial de Judo de 2007, i quatre medalles en el Campionat Panamericano de Judo entre els anys 2004 i 2007.

### Palmarès internacional
- Jocs Olímpics Any Lloc Medalla Categoria 2008 Pequín (Xina) -70 kg
- Campionat Mundial 2007 Rio de Janeiro (Flag of Brazil.svg Brasil) Medalla de plata -70 kg
- Jocs Panamericans 2007 Río de Janeiro (Brasil) Medalla d'or –70 kg

## Lluita lliure professional
Rousey és una fan de la lluita lliure professional. El seu sobrenom va ser pres de Roderick Toombs (millor conegut com a Rowdy Roddy Piper), a qui li va demanar permís per usarlo. Ella, Shayne Baszler, Jessamyn Duke i Marina Shafir han anomenat a si mateixes «The Four Horsewomen» («Les quatre genets »), un joc de paraules amb The Four Horsemen, amb la benedicció del seu líder Ric Flair i el seu enforcer Arn Anderson.

### WWE

#### Aparicions esporàdiques (2014-2017)
The Four Horsewomen van ser reconegudes en càmera i en comentari com a tals a la primera fila de l'esdeveniment de la WWE SummerSlam a l'agost de 2014. També van ser darrere de l'escenari per a aquest esdeveniment, reunint-se amb Paul Heyman, entre otros. Rousey va ser entrevistada per WWE.com aquesta nit; quan se li va preguntar si ella, com Brock Lesnar, podria creuar a la lluita lliure, ella va respondre: «Mai se sap» .
En WrestleMania 31 al març de 2015, van estar assegudes a primera fila. Durant una discussió al ring entre The Rock i The Authority (Stephanie McMahon i Triple H), McMahon va bufetejar The Rock i li va ordenar abandonar «el seu ring». Ella es va burlar d'ell, dient que ell no anava a colpejar a una dona. Se'n va anar, es va aturar i es va acostar a Rousey davant l'ovació del públic. Després el va ajudar a entrar al ring, i va dir que ella estaria feliç de colpejar a McMahon per ell. Després d'uns minuts d'un acarament i més diàleg, The Rock va atacar a Triple H. Quan es va dirigir cap a Rousey, ella ho va llançar fora del ring amb un Hip Throw. McMahon va intentar bufetejar, va ser bloquejada i Rousey la va agafar del braç, insinuant una palanca al braç, abans de llançar-la fora del ring. Rousey i The Rock van celebrar al ring, mentre que The Authority es va retirar amb la implicació de venjança.

#### Raw (2018-present)
Al final de l'esdeveniment Royal Rumble 2018 va aparèixer de manera sorprenent després de la victòria d'Asuka en el primer combat Royal Rumble femenimo apuntant al logo de Wrestlemania 34. Després va indicar per la cadena ESPN que va signar un contracte de temps complet amb la empresa46. La jaqueta que Rousey va vestir durant aquesta aparició va pertànyer a Rowdy Roddy Piper, que li va ser lliurada per la seva hijo. El 25 de febrer en l'esdeveniment Elimination Chamber, Rousey va estar involucrada en un altercat en el ring amb Triple H i Stephanie McMahon, després de la qual cosa va signar el seu contracte (storyline). El dia 5 de març del 2018, es va confirmar que el seu debut en un ring de l'empresa es produirà en Wrestlemania 34 fent parella al costat de Kurt Angle en una lluita mixta contra Triple H i Stephanie McMahon.

## Filmografia
| Any  | Títol             | Paper        |
| ---- | ----------------- | ------------ |
| 2014 | The Expendables 3 | Luna         |
| 2015 | Furious 7         | Kara         |
| 2015 | Entourage         | Ella mateixa |